# Episodi di SpongeBob (undicesima stagione)
L'undicesima stagione di SpongeBob è andata in prima TV negli Stati Uniti dal 24 giugno 2017 al 18 novembre 2018. In Italia è andata in prima TV dal 21 ottobre 2017 al 31 gennaio 2019.
| nº  | nº | Titolo originale              | Titolo italiano                         | Prima TV USA      | Prima TV Italia |
| --- | -- | ----------------------------- | --------------------------------------- | ----------------- | --------------- |
| 216 | 1  | Cave Dwelling Sponge          | La spugna cavernicola                   | 23 settembre 2017 | 21 ottobre 2017 |
| 216 | 1  | The Clam Whisperer            | Domatore di vongole                     | 23 settembre 2017 | 21 ottobre 2017 |
| 217 | 2  | Spot Returns                  | Il ritorno di Spot                      | 24 giugno 2017    | 23 ottobre 2017 |
| 217 | 2  | The Check-Up                  | Il check-up                             | 24 giugno 2017    | 23 ottobre 2017 |
| 218 | 3  | Spin the Bottle               | Il genio della bottiglia                | 16 luglio 2017    | 24 ottobre 2017 |
| 218 | 3  | There's a Sponge in My Soup   | C'è una spugna nella mia zuppa          | 7 novembre 2017   | 16 aprile 2018  |
| 219 | 4  | Man Ray Returns               | Il ritorno di Man Ray                   | 30 settembre 2017 | 25 ottobre 2017 |
| 219 | 4  | Larry the Floor Manager       | Un'aragosta al Krusty Krab              | 30 settembre 2017 | 25 ottobre 2017 |
| 220 | 5  | The Legend of Boo-Kini Bottom | Le spaventose leggende di Bikini Bottom | 13 ottobre 2017   | 31 ottobre 2017 |
| 221 | 6  | No Picture Please             | Ai confini della marea                  | 6 novembre 2017   | 6 novembre 2017 |
| 221 | 6  | Stuck on the Roof             | Bloccato sul tetto                      | 6 novembre 2017   | 6 novembre 2017 |
| 222 | 7  | Krabby Patty Creature Feature | Krabby Patty mostruoso                  | 21 ottobre 2017   | 7 novembre 2017 |
| 222 | 7  | Teacher's Pests               | Alunni indisciplinati                   | 21 ottobre 2017   | 7 novembre 2017 |
| 223 | 8  | Sanitation Insanity           | Pazzi per la pulizia                    | 7 maggio 2018     | 23 luglio 2018  |
| 223 | 8  | Bunny Hunt                    | Caccia al coniglio                      | 30 marzo 2018     | 23 luglio 2018  |
| 224 | 9  | Squid Noir                    | Squiddi detective                       | 10 novembre 2017  | 8 novembre 2017 |
| 224 | 9  | Scavenger Pants               | Il fratello di Squiddi                  | 9 novembre 2017   | 8 novembre 2017 |
| 225 | 10 | Cuddle E. Hugs                | Soffice G. Abbraccio                    | 8 novembre 2017   | 9 novembre 2017 |
| 225 | 10 | Pat the Horse                 | Patrick il cavallo                      | 2 dicembre 2017   | 9 novembre 2017 |
| 226 | 11 | Chatterbox Gary               | Gary parlante                           | 12 febbraio 2018  | 6 maggio 2018   |
| 226 | 11 | Don't Feed the Clowns         | Non date da mangiare ai Clown           | 12 febbraio 2018  | 6 maggio 2018   |
| 227 | 12 | Drive Happy                   | Il pilota automatico                    | 13 febbraio 2018  | 24 luglio 2018  |
| 227 | 12 | Old Man Patrick               | Il vecchio Patrick                      | 14 febbraio 2018  | 24 luglio 2018  |
| 228 | 13 | Fun-Sidez Friends             | Amici in miniatura                      | 15 febbraio 2018  | 6 maggio 2018   |
| 228 | 13 | Grandmum's the Word           | Compleanno con l'inganno                | 16 febbraio 2018  | 6 maggio 2018   |
| 229 | 14 | Doodle Dimension              | Dimensione Scarabocchio                 | 9 marzo 2018      | 24 luglio 2018  |
| 229 | 14 | Moving Bubble Bass            | Bubble Bass cambia casa                 | 16 marzo 2018     | 24 luglio 2018  |
| 230 | 15 | High Sea Diving               | Jenkins re dei mari                     | 6 aprile 2018     | 25 luglio 2018  |
| 230 | 15 | Bottle Burglars               | Ladri di bottiglie                      | 13 aprile 2018    | 25 luglio 2018  |
| 231 | 16 | My Leg!                       | La gamba                                | 8 maggio 2018     | 26 luglio 2018  |
| 231 | 16 | Ink Lemonade                  | Limonata nera                           | 9 maggio 2018     | 26 luglio 2018  |
| 232 | 17 | Mustard O' Mine               | La miniera di Senape                    | 10 maggio 2018    | 27 luglio 2018  |
| 232 | 17 | Shopping List                 | La lista della spesa                    | 24 settembre 2018 | 27 luglio 2018  |
| 233 | 18 | Whale Watching                | Pesce fuor d'acqua                      | 6 agosto 2018     | 21 gennaio 2019 |
| 233 | 18 | Krusty Kleaners               | Pulizie notturne                        | 7 agosto 2018     | 21 gennaio 2019 |
| 234 | 19 | Patnocchio                    | Patnocchio                              | 8 agosto 2018     | 22 gennaio 2019 |
| 234 | 19 | ChefBob                       | ChefBob                                 | 9 agosto 2018     | 22 gennaio 2019 |
| 235 | 20 | Plankton Paranoia             | La Plankton ossessione                  | 26 settembre 2018 | 23 gennaio 2019 |
| 235 | 20 | Library Cards                 | Patrick e i libri                       | 25 settembre 2018 | 23 gennaio 2019 |
| 236 | 21 | Call the Cops                 | Chiamate la polizia!                    | 27 settembre 2018 | 24 gennaio 2019 |
| 236 | 21 | Surf N' Turf                  | Navi in bottiglia                       | 11 novembre 2018  | 24 gennaio 2019 |
| 237 | 22 | Goons on the Moon             | Spedizione sulla Luna                   | 25 novembre 2018  | 31 gennaio 2019 |
| 238 | 23 | Appointment TV                | I supereroi tornano in TV               | 28 ottobre 2018   | 25 gennaio 2019 |
| 238 | 23 | Karen's Virus                 | Il virus di Karen                       | 4 novembre 2018   | 25 gennaio 2019 |
| 239 | 24 | The Grill is Gone             | La piastra rubata                       | 21 ottobre 2018   | 28 gennaio 2019 |
| 239 | 24 | The Night Patty               | Il turno di notte                       | 21 ottobre 2018   | 28 gennaio 2019 |
| 240 | 25 | Bubbletown                    | Bubbletown                              | 28 ottobre 2018   | 29 gennaio 2019 |
| 240 | 25 | Girls' Night Out              | La serata delle ragazze                 | 4 novembre 2018   | 29 gennaio 2019 |
| 241 | 26 | Squirrel Jelly                | Sandy e le meduse                       | 18 novembre 2018  | 30 gennaio 2019 |
| 241 | 26 | The String                    | Il filo                                 | 18 novembre 2018  | 30 gennaio 2019 |

## Spugna cavernicola
SpongeBob scongela per sbaglio un ghiacciaio con all'interno una spugna cavernicola simile a lui. Ben presto il cavernicolo crea guai in città ai danni di SpongeBob, che viene arrestato per l'incredibile somiglianza. Intanto il cavernicolo semina il panico al Krusty Krab e viene circondato dalla polizia sopra il municipio. Alla fine SpongeBob scopre che il cavernicolo voleva fin dall'inizio le sue scarpe e le regala.

## Domatore di vongole
SpongeBob desidera osservare da vicino le vongole e le attira con un Krabby Patty. Alcune vongole diventano però ossessive di SpongeBob e continuano ad inseguirlo, causando grandi problemi al Krusty Krab. SpongeBob allora è costretto ad allontanare le vongole da Bikini Bottom. Una stagione le vongole devono migrare verso climi più caldi: SpongeBob quindi ritorna a Bikini Bottom, ma si comporta come una vongola.

## Il ritorno di Spot
Plankton dà troppo da mangiare a Spot, che perciò diventa incinta. Così Plankton ne approfitta per realizzare una squadra che rubi la ricetta segreta. SpongeBob lo aiuta, ma, scoperto il vero piano, decide di sabotarlo dando troppo da mangiare ai cuccioli e la ricetta torna nelle mani di Mr. Krab attraverso un'esplosione di ameba.

## Il check-up
SpongeBob, Squiddi e Mr. Krab devono fare un check-up per tenere aperto il Krusty Krab, ma quest'ultimo ha paura del check-up e rischia di chiudere il ristorante per sempre. Quindi SpongeBob e Squiddi si offrono volontari per fare il check-up a Krab, ma i vari tentativi portano a ferire l'avido granchio e addirittura distruggono letteralmente il suo corpo. Come ultima risorsa chiedono aiuto a Larry, che sostituisce Krab, salvando così il Krusty Krab. Mr. Krab però scappa, non volendo pagare Larry.

## Il genio della bottiglia
Per impadronirsi della formula segreta del Krabby Patty, Plankton decide di nascondersi in una bottiglia travestito da genio e si piazza davanti a casa di Mr. Krab. Quest'ultimo però fa rotolare la bottiglia, che viene trovata da SpongeBob; scambiando il copepode per un vero genio, la spugna lo usa per realizzare i desideri di Squiddi, Patrick e Mr. Krab. I tre si mettono poi a litigare per il possesso della bottiglia e SpongeBob decide di fare il gioco della bottiglia per decretare chi sarà il nuovo padrone del "genio". Il vincitore si rivela essere Krab e, quando toglie il tappo, Plankton si rivela, spiegando il suo piano. In quel momento il vero genio arriva sul posto e, dopo essersi ripreso la sua bottiglia, decide di punire Plankton, Squiddi, Patrick e Krab rinchiudendoli tutti in una bottiglia di vetro.

## C'è una spugna nella mia zuppa
Al Krusty Krab, Mr. Krab inventa una nuova zuppa (fatta con gli avanzi dei clienti). Nel frattempo tre hippy si scaldano accanto a un camino idrotermico, ma Krab li caccia bruscamente; essi decidono allora di occupare il pentolone della zuppa e mangiano tutti gli ingredienti che SpongeBob mette nella pentola, per poi causare problemi ai clienti. Krab e SpongeBob li scoprono e cercano di allontanarli in vari modi, ma inutilmente. A un certo punto SpongeBob entra nel pentolone nel tentativo di far sloggiare i tre intrusi, ma quando esce apprende che Mr. Krab ha chiuso il suo locale per diventare un hippy, con tristezza della spugna. Krab poco dopo rivela che stava solo scherzando e, per allontanare i tre, decide di mandarli nella vasca da bagno di Squiddi.

## Il ritorno di Man Ray
Squiddi parte per una vacanza e affitta la sua casa a Man Ray, travestito da essere umano. Ignari della sua identità, SpongeBob e Patrick decidono di arruolarlo nella loro unità anticrimine, ma la spugna apprende chi è realmente: i due amici cercano di fermarlo assumendo l'identità di Waterman & Supervista. Dopo alcune disavventure Man Ray decide di andarsene, lasciando la casa distrutta, ma SpongeBob e Patrick sistemano tutto in tempo, ma sfortunatamente l'abitazione crolla addosso a Squiddi appena chiude la porta.

## Un'aragosta al Krusty Krab
Mr. Krab decide di prendersi una vacanza e affida il Krusty Krab a Larry l'aragosta, che trasforma il ristorante in una palestra. Stufi della situazione, SpongeBob e un gruppo di clienti decidono di far assaggiare i Krabby Patty a Larry e agli altri palestrati, mettendo a repentaglio il loro fisico, ma trovando al contempo nuovi clienti per la palestra dell'aragosta. Alla fine tutto torna alla normalità.

## Le spaventose leggende di Bikini Bottom
Nella notte di Halloween, SpongeBob crede che la paura equivalga al divertimento. Così, l'Olandese Volante decide di far vedere a SpongeBob (accompagnato da Patrick) cos'è la vera paura, portandolo su una giostra spaventosa. SpongeBob però non si spaventa e il fantasma prende le anime dei suoi amici. Così, per salvare le anime degli amici, SpongeBob decide di fronteggiarlo con serietà. L'Olandese entra nel cervello della spugna per vedere la sua paura, trovando invece la sua paura più grande (un mondo tutto carino e coccoloso). Così tutto torna alla normalità.

## Ai confini della marea
Patrick si improvvisa esperto di escursioni per aiutare Rube a esplorare Bikini Bottom, ma le intrusioni in case e i disturbi della privacy fanno arrabbiare la popolazione. Alla fine viene rivelato che Rube non è altro che un'allucinazione.

## Bloccato sul tetto
SpongeBob pulisce il camino del Krusty Krab, ma, avendo le vertigini, rimane bloccato sul tetto del ristorante. Così, per non guastare il lavoro, SpongeBob costruisce un fast food sul tetto, rimpiazzando completamente il ristorante, che diventa una nuova casa di Squiddi. La spugna si accorge che non è robusto contro i venti e decide di costruire un Krusty Krab sul tetto. Cercando di intrattenere i clienti, SpongeBob propone a tutti di ballare e, così facendo, il vecchio Krusty Krab, con all'interno Squiddi, viene sommerso e tutti possono uscire senza problemi, mentre il polpo è bloccato sottoterra.

## Krabby Patty mostruoso
Sandy, in qualità di gastronoma molecolare, prepara una nuova versione dei Krabby Patty, subito apprezzata dai clienti. Coloro che la mangiano però si trasformano in mostruosi zombi con le sembianze dei panini, contraendo il "virus del Krabby Patty". Presto tutti a Bikini Bottom vengono infettati, tranne SpongeBob, Plankton e Karen. La spugna si rifugia al Chum Bucket, che poco dopo viene assalito dagli zombi, i quali infettano i due gestori dello scadente ristorante. Cercando di fuggire, SpongeBob fa cadere la pastura di Plankton in bocca a Patrick, che ritorna come prima. Facendo mangiare la pastura a tutti, la spugna riporta la situazione alla normalità; Mr. Krab decide di reintegrare il Krabby Patty originale.

## Alunni indisciplinati
Sia Mr. Krab che Plankton vengono multati e, insieme a SpongeBob, sono costretti a frequentare la scuola guida. Essendo rivali, Mr. Krab e Plankton litigano per vari motivi, coinvolgendo anche SpongeBob e la signora Puff, fino a quando diventano vittime di un'esplosione causata dall'auto della spugna. I dottori però sbagliano a riassemblare i corpi e usano Plankton come secondo occhio di Mr. Krab e SpongeBob come corpo del granchio.

## Pazzi per la pulizia
Mr. Krab costringe SpongeBob e Squiddi a riempire il più possibile il sacco dei rifiuti del Krusty Krab, finché si rompe e insudicia di spazzatura tutta Bikini Bottom. Due ispettori del pattume obbligano Krab a raccogliere l'immondizia, ma il granchio delega lo scomodo incarico ai suoi due sottoposti. Dopo alcune disavventure SpongeBob e Squiddi raccolgono tutta la spazzatura, ma Patrick non vuole che i due buttino via la sua immondizia. Comincia così una battaglia a colpi di spazzatura che coinvolge anche Mr. Krab e sporca di nuovo l'intera Bikini Bottom. I combattenti allora sono costretti a ripulire la città.

## Caccia al coniglio
Un coniglio di mare devasta il giardino di Squiddi, che chiama "l'accalappia-conigli" affinché lo catturi. SpongeBob però decide di tenerlo e, mentre lui è via a comprare delle verdure, l'animaletto causa danni alla casa. SpongeBob cerca allora di catturare il coniglio, che però fugge sotto la carta da parati della casa. Per convincerlo a uscire SpongeBob compra una coniglietta, ma presto i due si riproducono e invadono la casa di Squiddi. Alla fine quest'ultimo dà una martellata alla sua casa, distruggendola e portando Squiddi alla totale follia, mentre il coniglio da cui tutto è iniziato impersona l'imbronciato polpo.

## Squiddi detective
L'episodio comincia al Krusty Krab dove Squiddi cerca di suonare il clarinetto ma viene interrotto da Mr. Krabs che lo butta fuori dal ristorante. Così Squiddi decide di suonarlo prima davanti ad un negozio di action figure e poi a casa sua ma viene sempre interrotto. Poi torna a casa e fa il riposino ma il suo clarinetto viene rubato, così insieme a SpongeBob interroga diverse persone tra cui Mr. Krabs, Bubble Bass e Patrick (che si unisce ai due). Dopo di che i tre vanno al campo delle meduse poi scoprire che il clarinetto era stato rubato dalle meduse stesse, poiché a loro piaceva la musica. L'episodio finisce con Squiddi che suona alle meduse con SpongeBob, Patrick e Mr. Krabs che lo assistono.   

## Il fratello di Squiddi
Squiddi assegna degli oggetti da trovare a SpongeBob e Patrick e, tra i vari oggetti, c'è da trovare il fratello di Squiddi. Sei mesi dopo, il duo viene adottato dalla nonna di Squiddi e ora sono considerati fratellastri di Squiddi.

## Soffice G. Abbraccio
Squiddi è intento a buttare un Krabby Patty marcio, ma SpongeBob lo considera ancora buono, così lo mangia e gli viene la nausea. L'effetto lo porta a incontrare Soffice G. Abbraccio, un criceto grande, obeso e molto coccoloso. La mattina dopo il criceto scompare e SpongeBob riassaggia il panino, rincontrando l'animaletto. Felice del ritorno, SpongeBob lo porta dai suoi amici, ma loro non lo vedono e credono sia frutto dell'immaginazione della spugna. SpongeBob capisce che il panino marcio è un mezzo di comunicazione al criceto e decide di dare dei bocconcini del Krabby Patty scaduto a tutti i clienti e amici. Alla fine si scopre il vero piano di Soffice G. Abbraccio e SpongeBob viene mangiato con i creduloni da esso. Infine SpongeBob dà l'ultimo bocconcino al criceto, che lo porta in una cameretta live-action.

## Patrick il cavallo
Patrick è intenzionato a diventare un cavallo a tutti i costi.

## Gary parlante
Gary riceve un collare per animali domestici capace di tradurre i suoi versi e tutti quanto lo adorano, ad eccezione di Squiddi.

## Non date da mangiare ai clown
Un clown viene lasciato indietro dal proprio circo, e SpongeBob, mosso a compassione, decide di aiutarlo permettendogli di stare nella sua dimora.

## Il pilota automatico
SpongeBob compra una barca con il pilota automatico. Il giorno dopo, decide di andare al lavoro con la sua nuova barca, che però non ne vuole sapere di fermarsi davanti al Krusty Krab. Alla fine Patrick riesce a fermare la barca e SpongeBob decide di trasformarla in una giostra a monete.

## Il vecchio Patrick
Patrick rimane per troppo tempo in piscina e gli viene la pelle rugosa. Credendosi invecchiato, va alla casa di riposo. SpongeBob lo ritrova e lo aiuta, insieme agli altri vecchi, a tornare giovane, ma senza successo. Alla fine, vedendosi come si è ridotto, SpongeBob si crede vecchio e il vapore di quest'ultimo inumidisce la pelle di Patrick, facendolo tornare come prima.

## Amici in miniatura
Squiddi, stufo dei loro giochi, vieta a SpongeBob e Patrick di incontrarsi. I due amici decidono allora di creare una versione in miniatura del duo vivente per poi scambiarseli. All'inizio va tutto liscio, fin quando i due piccoletti non vengono nutriti adeguatamente, vestiti ridicolmente, torturati e accuditi come se fossero bambini. Così i piccoletti si ribellano, torturano e intrappolano SpongeBob e Patrick (in stile Gulliver). SpongeBob e Patrick scoprono come si sentono i sosia e decidono di creare delle piccole casette per i piccoletti. I due piccoletti non sembrano molto lontani dai proprietari in comportamento; infatti la mattina dopo seppelliscono Squiddi e lo torturano facendo chiasso.

## Compleanno con l'inganno
Per aiutare Plankton a far sorprendere sua nonna, SpongeBob, Mr. Krab e Squiddi arredano il Krusty Krab nel Krusty Plankton. Al termine del tour la nonna prende la ricetta del Krabby Patty e sogna di regnare il ristorante, ma Mr. Krab riesce a sostituirla con una bottiglia di prugne.

## Dimensione Scarabocchio
SpongeBob e Patrick entrano in un Vortex di Sandy e finiscono nel nulla. Scoprono che possono disegnarci sopra e rimettono in vita Scarabocchio (apparso nell'episodio della stagione 2 Un disegno mostruoso) che, per vendicarsi, prende in ostaggio Patrick. SpongeBob lo salva e condanna Scarabocchio a volare in aria con un grande palloncino. Per risolvere il problema iniziale, SpongeBob e Patrick disegnano Sandy e un Vortex; il duo ritorna nella loro dimensione.

## Bubble Bass cambia casa
Bubble Bass stanco per i rimproveri della madre, decide di cambiare casa con l'aiuto di Spongebob e Patrick, in cambio dei hamburger gratis per la fine del lavoro. Dopo il trasloco, la spugna marina e la stella marina se ne vanno a cercare la casa della nonna di Bubble Bass. Dopo tante disavventure, spongebob e Patrick Stella si arrabbiano a Bubble Bass, per aver mangiato i Krabby Patty, così se ne vanno. Bubble Bass decide di mettere a posto, quando vide sua madre infuriata e così L'antagonista viene preso un giorno di castigo.

## Jenkins, re dei mari
SpongeBob cerca di raggiungere la superficie con dei palloncini, ma viene bloccato da un'isola di spazzatura. Incontra poi il vecchio Jenkins che si crede Re Nettuno e inizia una battaglia a colpi di cianfrusaglie. Intanto la spazzatura usata dalla battaglia diventa utile alla popolazione e crede sia un dono di Nettuno. La spugna decide così di usare la spazzatura come scala, ma gli abitanti, credendo che la scala conduca a Re Nettuno, ci salgono e, sotto il peso dell'intera città, essa cade. Alla fine arriva il vero Re Nettuno e fulmina Jenkins.

## Ladri di bottiglie
SpongeBob e Squiddi vedono che la bottiglia dentro la formula del Krabby Patty è sparita e che Plankton l'ha rubata. D'allora cercano di fare un'incursione nel Chum Bucket per prenderla senza essere scoperti, purtroppo i loro progetti sono andati in fumo, alla fine Mr. Krabs lo scopre e prende la formula velocemente dal Chum Bucket.

## La gamba
Fred vuole rompersi un'altra volta la sua gamba, perché si è innamorato di Daisy, l'infermiera dell'ospedale. Ma tutti quelli che vogliono rompere la gamba dello sgombro, finiscono in ospedale, tra cui Spongebob, Patrick, il robot e il prigioniero. Alla fine Fred finisce in ospedale che canta con il mandolino una canzone per Daisy e tutti cantano in coro la canzone della gamba innamorata.

## Limonata nera
Patrick apre un chiosco di limonata, ma non ha successo fino a quando Squiddi si spaventa a morte, la limonata che proviene dal suo naso era nero. Patrick e SpongeBob decidono di costruire una casa del terrore, facendo soffrire di paura. Squiddi ebbe un'idea di fare un chiosco tutto suo. Ma la limonata è finita, facendolo perdere la pazienza ai cittadini di Bikini Bottom.

## La miniera di senape
È finita la senape al Krusty Krab per i Krabby Patty, così Mr. Krab ordina a SpongeBob, Squiddi e Patrick di andare a prendere in una miniera. Ma un contadino, dice ai tre che il posto è infestato e ci vive sua madre, ma i tre non ascoltano i suoi consigli. Dopo tanti cammini, vedono la miniera delle salse, tra cui la senape. All'improvviso, arriva il contadino di prima che sfidano i tre a un combattimento. Alla fine, il contadino fugge lasciando la spugna, la stella e il polpo nella miniera facendo esplodere e la salsa finisce al Krusty Krab.

## La lista della spesa
SpongeBob e Sandy devono comprare gli ingredienti per fare i Krabby Patty, ma Plankton ha intenzione di seguire ogni loro passo. È dopo alcune avventure, Plankton ruba gli ingredienti in cui il granchio a consigliato nella lista. Alla fine, Mr.Krab dice a Spongebob e Sandy che gli ingredienti sono molto pericolosi e che Sheldon viene saltato in aria utilizzando questi ingredienti pericolosi, facendo arrabbiare la scoiattola che minaccia il taccagno a pugni.

## Pesce fuor d'acqua
Mr. Krab incarica Squiddi di fare da babysitter a Perla per la notte, mentre quest'ultima ha intenzione di uscire per andare ad un party per adolescenti. In alternativa, il granchio avaro minaccia Squiddi di consegnargli SpongeBob. Ma Perla vuole andare a una festa del suo ragazzo e, una volta fuggito si diverte e per ultimo la sfida e di saltare più forte per vedere l'isola, ma sfortunatamente rimane intrappolata perché è molto grande e Squiddi riesce a ritrovarla che lo fa salvare la vita. Infine, il polpo e la balena fanno uno scherzo al tipo che è fuggito perché non la voleva aiutarla di mettere Spongebob nel sacchetto spaventando a morte.

## Pulizie notturne
Per scusarsi con la direttrice di un ufficio per aver rovesciato del cibo, SpongeBob promette di pulire l'ufficio, cosa che non importa molto alla direttrice, poiché alla sera pulisce un robot. Così, con Patrick, SpongeBob pulisce l'edificio con pessimi risultati. Arriva poi il robot pulitore che cerca di uccidere i due considerandoli spazzatura. Comincerà una battaglia che distruggerà l'intero ufficio. Alla fine SpongeBob e Patrick vanno a casa felici per aver pulito la stanza, nonostante l'edificio distrutto.

## Patnocchio
Simile al film della Disney, Pinocchio, Patrick, detto anche "Patnocchio", viene coinvolto da Plankton, detto anche "il grillo parlante", per rubare la ricetta segreta del Krabby Patty, però utilizzando la storia del racconto originale. Alla fine, arriva il vero grillo parlante e Patnocchio calpesta Plankton, scambiandolo per un impostore.

## ChefBob
La maestria di SpongeBob nel fare i Krabby Patty attira molta gente e Mr. Krab decide di trasformare il lavoro in uno spettacolo. Ma la spugna è timida e, per superarla, ricava dal sacchetto del pranzo un burattino, che però si anima e offende ironicamente la gente e addirittura SpongeBob stesso, così Squiddi lo butta fuori dal ristorante. Alla fine SpongeBob, Squiddi e Mr. Krab vedono ChefBob in TV e svengono.

## La Plankton ossessione
Plankton non attacca il Krusty Krab da tanto tempo, ciò fa insospettire Mr. Krab a tal punto da allontanare qualsiasi cliente dal ristorante. Il granchio comincia ad avere terribili allucinazioni di Plankton che mettono a dura prova la sua sanità mentale e decide così di dare dei Krabby Patty con trappola a Plankton e scopre che stavano organizzando una festa a sorpresa per lui. Krab è dunque costretto a confiscare i panini truccati agli amici, subendone gli effetti lui stesso. Alla fine Mr. Krab dà la formula con dinamite a Plankton.

## Patrick e i libri
SpongeBob decide di aiutare il suo amico per lasciare un po' di tempo la televisione e di passare del tempo sui libri della sua biblioteca. Infatti, Patrick legge un sacco di questi libri che il suo cervello è aumentato che non riesce a uscire dalla porta perché la sua testa è gigante. Alla fine, Spongebob porta la televisione per far vedere alla stella il suo cartone preferito, (Sir. Riccio e Lumaca tonta show) e il suo cervello si diminuisce e ritorna come prima.

## Chiamate la polizia!
La polizia confisca a Mr. Krab la formula segreta per evitare che Plankton la rubi di nuovo. Così Mr. Krab e SpongeBob si fingono poliziotti per unirsi alla polizia e recuperare la formula. Intanto Plankton e Patrick cercano un modo per evadere. Il granchio e la spugna ci riescono ma il piano viene rovinato da Plankton e Patrick. Alla fine SpongeBob, Mr. Krab, la bambina che hanno usato per unirsi alla polizia, Plankton e Patrick vengono messi in cella.

## Navi in bottiglia
Per vincere un concorso sulle navi in bottiglia, Mr. Krab distrugge la casa di Sandy, per costruirci una nave. Per vendicarsi della distruzione, Sandy cerca in tutti i modi di fermare l'avanzata di Krab, ma senza successo. Nel momento in cui Mr. Krab sta per essere premiato, Sandy arriva, cade, si incastra nel suo casco e viene premiata per l'originalità. Alla fine Krab è costretto a ricostruire la quercia di Sandy usando la nave del concorso.

## Spedizione sulla Luna
Sandy porta SpongeBob, Perla, Squidina e Squiddi per una visita sulla Luna. Ma SpongeBob pasticcia coi comandi, facendo partire il razzo con ancorata la Luna, compromettendo in questo modo la gravità terrestre. Con l'aiuto di Babbo Natale, SpongeBob e gli altri cercano di rimettere la Luna nel posto giusto, ma senza successo. Babbo Natale dà poi a SpongeBob un gadget che spintonerebbe la Luna, ma a causa di esso la distrugge. Così SpongeBob decide di sostituirla, facendosi gonfiare con dell'acqua e a fine episodio salva Bikini Bottom, già preda dai gabbiani a causa della bassa marea.

## I supereroi tornano in TV
SpongeBob è entusiasta perché dopo lavoro vedrà l'episodio perduto di Waterman & Supervista. Decide di registrarlo su videocassetta, ma sulla via del ritorno viene bloccato dai suoi amici, ognuno dei quali ha bisogno di un aiuto. Arrivato a casa, il videoregistratore va in panne e distrugge il salotto con i preparativi. SpongeBob vede la casa in fiamme ed entra in depressione. I suoi amici si sentono in colpa per aver reso gli sforzi di SpongeBob inutili e decidono di ringraziarlo, realizzando uno spettacolo al riguardo.

## Il virus di Karen
Karen pensa di avere un virus nel suo monitor e Plankton chiede a SpongeBob di aiutarla a eliminare l'antagonista. Dopo alcune avventure, la spugna scopre che il virus gigante ha molta fame e, una volta essere ritornato nelle sue dimensioni normali, utilizza un microscopio per vedere il piccolo virus che assaggia un krabby Patty gigante.

## La piastra rubata
Dopo aver pulito il Krusty Krab, SpongeBob scopre che la sua piastra è scomparsa e, accompagnato da Mr. Krab, va alla ricerca dell'oggetto. Si scopre che dei bambini delinquenti avevano rubato la piastra per farci un'auto. Dunque i bambini sfidano SpongeBob e Mr. Krab a una gara tra auto dove, alla fine, nessuno dei due vincerà.

## Il turno di notte
Dopo una serata a Glove World, SpongeBob scopre che Patrick frequenta il Krusty Krab di notte con i suoi amici mostri e la cassiera "Squidabeth". Grazie a dei Krabby Patty fatti di fumo, la clientela si accontenta del cibo spettrale. Alla fine, si scoprirà di essere, incluso Patrick, tutta un'allucinazione della Tidal Zone, un evento che causa allucinazioni surreali.

## Bubbletown
Durante un mini tour a Bubbletown, SpongeBob rincontra l'Amico Bolla e ripara il suo scooter. Da quel momento, SpongeBob diventa riparatore di Bubbletown, ma scivola, distruggendo una scuola, venendo pertanto messo in prigione. Accorgendosi dell'assenza della spugna, Mr. Krab lo libera, col costo di distruggere l'intera città. Alla fine SpongeBob ricostruisce la città e apre il Bubbly Krab, che viene però distrutto da Mr. Krab.

## La serata delle ragazze
Sandy, Karen e la signora Puff decidono di incontrarsi di notte e fanno scherzi a Mr. Krab e Plankton. Ne fanno uno anche a SpongeBob mettendo un visore VR e facendogli credere di aver ricevuto la patente di guida. Ma il carrello con dentro SpongeBob parte e sfreccia all'impazzata in città. Il trio lo ferma e, per continuare la serata, decidono di rimpicciolirsi, ma a fine puntata arrivano anche SpongeBob, Krab e Plankton.

## Sandy e le meduse
Sandy è competitiva in tutto e SpongeBob e Patrick la portano al campo delle meduse. Crede che la competizione è prendere più meduse e fa impazzire per sbaglio queste ultime con del cibo per pesci. Allora cerca di metterle in gabbia, distruggendo l'ecosistema del campo e facendo capire la conseguenza distruttiva e folle della "voglia di vincere". Così la scoiattola libera le meduse che, ancora sotto effetto del cibo, distruggono la cupola di Sandy e catturano SpongeBob e Patrick, i quali rischiano di essere inceneriti. Vedendo SpongeBob e Patrick in pericolo, Sandy combatte e finalmente riesce a farle calmare. Alla fine, Sandy accarezza una medusa, venendo però punta da essa.

## Il filo
SpongeBob si incuriosisce da un filo che sbuca dalla camicia di Squiddi e lo tira, tuttavia, il filo non finisce mai. Una volta fatto scomparire l'universo per via del filo, SpongeBob incontra Patrick nel vuoto, a cui ha visto un filo sulla sua camicia e che viene usato come un filo interdentale.